# Coussapoa contorta
Coussapoa contorta är en nässelväxtart som beskrevs av José Cuatrecasas. Coussapoa contorta ingår i släktet Coussapoa och familjen nässelväxter. Inga underarter finns listade i Catalogue of Life.